# Анаїмс-Флет 1
Анаїмс-Флет 1 (англ. Anahim's Flat 1) — індіанська резервація в Канаді, у провінції Британська Колумбія, у межах регіонального округу Карібу.

## Населення
За даними перепису 2016 року, індіанська резервація нараховувала 342 особи, показавши скорочення на 28,0%, порівняно з 2011-м роком. Середня густина населення становила 8,9 осіб/км².
З офіційних мов обидвома одночасно не володів жоден з жителів, тільки англійською — 345. Усього 145 осіб вважали рідною мовою не одну з офіційних, з них 140 — одну з корінних мов.
Працездатне населення становило 47,5% усього населення, рівень безробіття — 35,7%.

## Клімат
Середня річна температура становить 4,4°C, середня максимальна – 21,6°C, а середня мінімальна – -18,2°C. Середня річна кількість опадів – 334 мм.
| Клімат поселення                              | Клімат поселення | Клімат поселення | Клімат поселення | Клімат поселення | Клімат поселення | Клімат поселення | Клімат поселення | Клімат поселення | Клімат поселення | Клімат поселення | Клімат поселення | Клімат поселення | Клімат поселення |
| Показник                                      | Січ.             | Лют.             | Бер.             | Квіт.            | Трав.            | Черв.            | Лип.             | Серп.            | Вер.             | Жовт.            | Лист.            | Груд.            |                  |
| Середній максимум, °C                         | −4,11            | 0,98             | 7,76             | 12,71            | 17,52            | 20,93            | 21,55            | 21,24            | 16,15            | 10,22            | 2,70             | −4,73            |                  |
| Середня температура, °C                       | −11,14           | −6,04            | 0,74             | 5,70             | 10,50            | 13,91            | 16,80            | 16,49            | 11,40            | 5,49             | −2,04            | −9,46            |                  |
| Середній мінімум, °C                          | −18,16           | −13,06           | −6,28            | −1,34            | 3,46             | 6,89             | 12,06            | 11,75            | 6,66             | 0,75             | −6,77            | −14,21           |                  |
| Норма опадів, мм                              | 27               | 13               | 11               | 14               | 30               | 42               | 45               | 38               | 29               | 26               | 29               | 30               |                  |
| Середньомісячна швидкість вітру, м/с          | 1.70             | 1.82             | 2.13             | 2.34             | 2.24             | 2.11             | 2.01             | 1.81             | 1.74             | 1.94             | 2.00             | 1.80             |                  |
| Середньомісячна сонячна радіація, кДж/м²·день | 2846             | 5651             | 10580            | 15428            | 19002            | 20512            | 21017            | 17830            | 12290            | 6684             | 3226             | 2118             |                  |
| --------------------------------------------- | ---------------- | ---------------- | ---------------- | ---------------- | ---------------- | ---------------- | ---------------- | ---------------- | ---------------- | ---------------- | ---------------- | ---------------- | ---------------- |
| Джерело:                                      |                  |                  |                  |                  |                  |                  |                  |                  |                  |                  |                  |                  |                  |